# Dębsko (powiat kaliski)
Dębsko – wieś w Polsce, położona w województwie wielkopolskim, w powiecie kaliskim, w gminie Koźminek.
| SIMC    | Nazwa          | Rodzaj    |
| ------- | -------------- | --------- |
| 0201017 | Dębsko-Dosinek | część wsi |
| 0201030 | Dębsko-Ośrodek | część wsi |
| 0201023 | Dębsko-Ostoja  | część wsi |

W latach 1975–1998 miejscowość należała administracyjnie do województwa kaliskiego.